# Trungram Gyaltrul

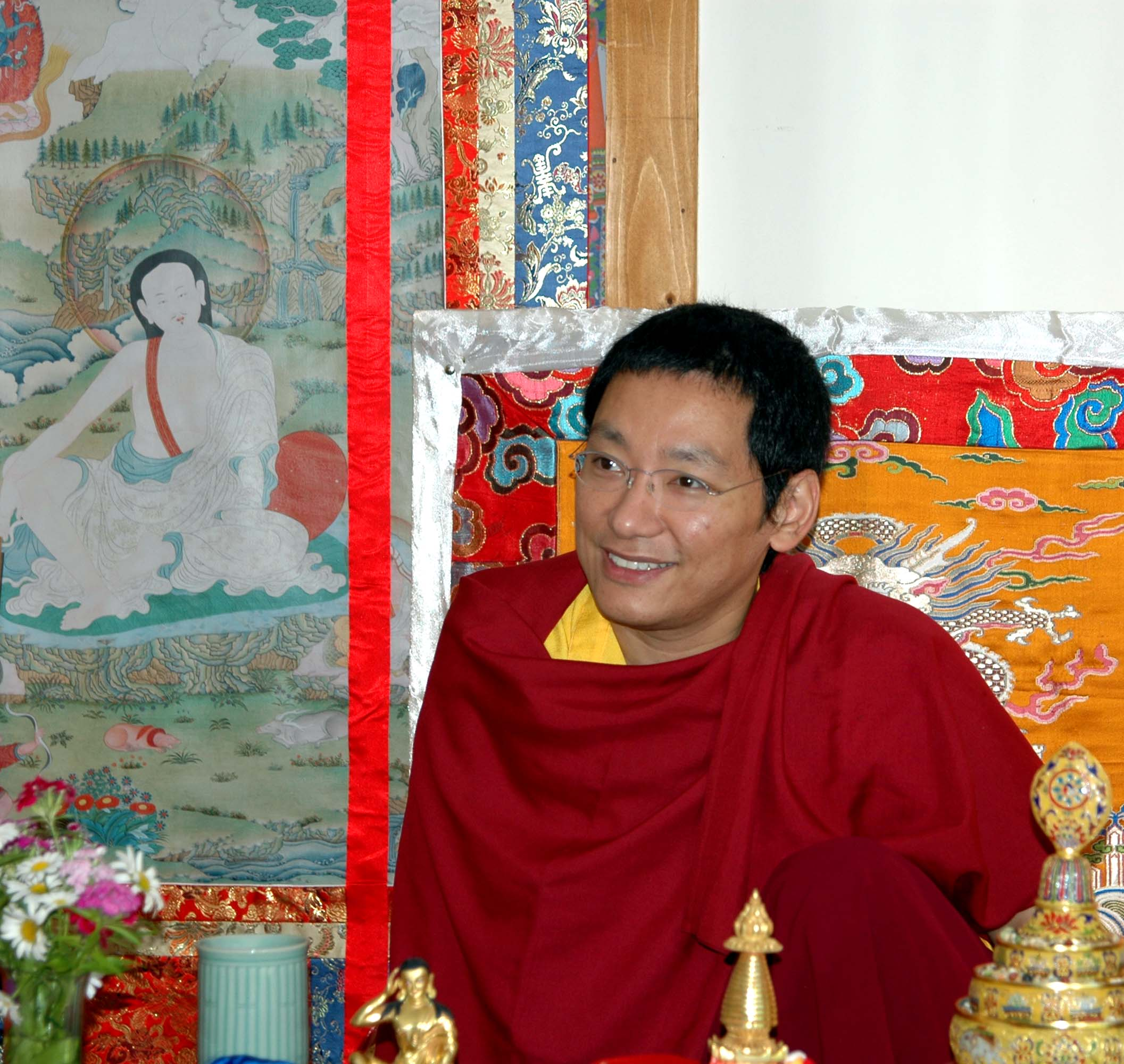
Trungram Gyaltrul, 2008

Der vierte Trungram Gyaltrul (* 1968) ist das Oberhaupt der Trungram-Linie und einer der wichtigsten Trülkus innerhalb der Kagyü-Tradition des tibetischen Buddhismus.

## Leben
Er wurde 1968 in eine nepalesische Sherpa-Familie geboren und vom 16. Gyelwa Karmapa als Reinkarnation des 3. Trungram Gyaltrul anerkannt. Der 16. Karmapa stellte ihm Khenchen Thrinle Pelchor Rinpoche als persönlichen Tutor zur Seite, der ihn bis zum heutigen Tag begleitet. Neben einer klassischen tibetischen Ausbildung am Nalanda-Institut in Rumtek, Sikkim, die ihm 1990 den Titel Karabchampa (das Äquivalent zum Geshe-Titel der Gelugpa-Tradition) einbrachte, gilt er nach Abschluss eines Doktoratsprogrammes in Harvard (Indo-Tibetan Buddhist studies) als der erste tibetische Trülku, der einen Doktortitel Ph.D. erhielt. Er ist Begründer der United Trungram Buddhist Foundation und des United Trungram Buddhist Fellowship (UTBF).

## Publikationen
- Trungram Gyaltrul's Dissertation über Gampopa's Leben und Wirken